# Seal (ca sĩ)
Henry Olusegun Adeola Samuel  (sinh ngày 19 tháng 2 năm 1963), được biết đến với nghệ danh Seal, là một nhạc sĩ, ca sĩ, nhạc sĩ người Anh. Anh đã bán được hơn 20 triệu bản trên toàn thế giới, với bài hát quốc tế đầu tiên, "Crazy", phát hành năm 1991; bài hát nổi tiếng nhất của anh, "Kiss from a Rose", được phát hành năm 1994.
Seal đã giành được nhiều giải thưởng trong suốt sự nghiệp của mình, bao gồm ba giải Brit; anh đã giành giải Nam ca sĩ xuất sắc nhất năm 1992, cũng như bốn giải Grammy và một giải thưởng âm nhạc video MTV. Với tư cách là một nhạc sĩ, Seal đã nhận được hai giải thưởng Ivor Novello cho Ca khúc hay nhất về mặt âm nhạc và nhạc trữ tình từ Học viện Nhạc sĩ, Nhà soạn nhạc và Tác giả cho " Killer " (1990) và "Crazy" (1991).
Seal là huấn luyện viên của The Voice Australia vào năm 2012 và 2013, và trở lại Úc để làm huấn luyện viên vào năm 2017.

## Tuổi thơ
Henry Olusegun Adeola Samuel sinh ngày 19 tháng 2 năm 1963 tại Bệnh viện St Mary ở Paddington, Luân Đôn, với mẹ Adebisi Ogundeji người Nigeria, và cha Francis Samuel người Brasil gốc Phi. Anh được một gia đình khác ở Westminster, London nuôi dưỡng. Anh đã nhận được bằng tốt nghiệp kiến trúc sau hai năm học và làm nhiều công việc khác nhau trong khu vực London.

## Sự nghiệp âm nhạc

### Sự nghiệp ban đầu
Vào những năm 1980, Seal dành một thời gian ngắn để hát trong các câu lạc bộ và quán bar địa phương. Năm 1987, anh gia nhập Push, một ban nhạc funk người Anh và lưu diễn cùng họ tại Nhật Bản. Tại Thái Lan, anh đã tham gia một ban nhạc blues một thời gian trước khi tách khỏi nhóm và tự mình đi khắp Ấn Độ. Anh trở về Anh, ngủ trên chiếc ghế dài của người bạn Julian Bunster, sau này là một người mẫu. Thỉnh thoảng Seal hỏi anh bạn, "tôi có hát hay không?", Anh ấy thường nhận được câu trả lời rằng anh ấy hát hay hơn hầu hết các nghệ sĩ hiện tại. Sau đó, anh đã gặp nhà sản xuất Adamski và được tặng lời bài hát "Killer", đây là một hit lớn vào năm 1990 và đưa sự nghiệp của anh thăng tiến.

### Seal(1991)
Seal lần đầu tiên được công chúng chú ý với tư cách là giọng ca chính trong đĩa đơn " Killer " của Adamski năm 1990. Đĩa đơn cuối cùng đã đạt vị trí số một ở Anh. Sau đó, Seal đã ký hợp đồng với ZTT Records và phát hành album début lấy tên mình làm tựa đề (do Trevor Horn sản xuất) vào năm 1991. Hai phiên bản của album được biết là đang được lưu hành: phiên bản "trộn sẵn" ban đầu và phiên bản thứ hai, phổ biến hơn với bản phối được cập nhật. Điều này được cho là do nhu cầu cho một đĩa đơn được sản xuất gấp rút chỉnh sửa album cuối cùng, và như Seal đã kể, nhờ có nhà sản xuất Horn và "khả năng không bỏ cuộc" của anh.
Seal đã được các nhà phê bình tích cực đón nhận. Các đĩa đơn " Crazy ", "Future Love Paradise" và bản "Killer" của riêng anh đã thể hiện tốt trên các bảng xếp hạng. Cụ thể, "Crazy" đã trở thành một hit quốc tế vào năm 1991, đạt vị trí thứ hai trong Bảng xếp hạng đĩa đơn của Anh và thứ bảy trên Billboard Hot 100 tại Mỹ. Seal đã nổi bật trong chương trình tại lễ trao giải Brit năm 1992 được tổ chức tại Hammersmith Odeon, London, với cú hat-trick chiến thắng đầu tiên trong trong lịch sử của sự kiện âm nhạc này. Anh đã giành chiến thắng ở ba hạng mục: Nam ca sĩ Anh hay nhất, Video hay nhất của Anh ("Killer") và Album Anh hay nhất (Seal).
Năm 1992, Seal xuất hiện trên CD Red Hot + Dance do Red Hot Organization biên soạn, đóng góp một ca khúc độc quyền "Crazy (If I Was Trev Mix)". Album, có sự tham gia của George Michael và Madonna, đã quyên góp tiền và nhận thức về việc hỗ trợ dịch AIDS bằng cách quyên góp tất cả số tiền thu được cho các tổ chức từ thiện AIDS.

### Seal II(1994)
Sau khi Seal tập hợp lại với Trevor Horn, album thứ hai của anh, cũng có tên giống tên anh, được phát hành vào năm 1994. Thành công, album đã giới thiệu các đĩa đơn "Prayer for the Dying" và "Newborn Friend", và sau đó nhận được đề cử Grammy cho Album của năm. "Prayer for the Dying" đã trở thành một hit pop nhỏ ở Mỹ, vươn lên vị trí thứ 21 trên Billboard Hot 100. Đĩa đơn thứ ba, "Kiss from a Rose", chỉ chiếm vị trí một cách khiêm tốn khi được phát hành, nhưng sau đó đã trở nên nổi tiếng hơn nhiều khi được phối lại cho nhạc nền cho Batman Forever. "Kiss from a Rose" đã giành giải Grammy cho Bản thu âm của năm và Giải Grammy cho Ca khúc của năm 1996, trở thành đĩa đơn thành công nhất của Seal trên thị trường Mỹ (nó đã đứng đầu Billboard Hot 100 vào cuối tháng 8 năm 1995) và đạt được vị trí số bốn ở Anh.